# ETB1
ETB1 ("ETB bat", en euskera y estilizado como ETB I) es el primer canal de televisión de la empresa de producción y difusión de contenidos audiovisuales EITB Media S.A.U. que junto con el Ente Público Euskal Irrati Telebista-Radio Televisión Vasca conforma el grupo de comunicación público vasco, legislativamente dependiente del Parlamento Vasco y del Gobierno Vasco, encuadrada en la Consejería de Cultura del País Vasco, España.
Su programación es variada y de carácter generalista, dirigida a todos los públicos, formada por informativos diarios, competiciones deportivas; espacios de humor, infancia y juventud, series de ficción, películas, documentales o concursos, entre otros formatos. Fundada basándose en las competencias que otorga el Estatuto de Autonomía del País Vasco, ETB1 es el canal principal de Euskal Telebista y tiene como objetivo fundacional la normalización de la lengua vasca.
ETB1 es la más importante televisión hecha en euskera; junto con Hamaika, su principal competidora, es una de las dos que traspasan el ámbito local, pues el resto de televisiones vascófonas hoy existentes (Erlo, Goiena, dotb, etc.) están dirigidas a núcleos comarcales. La cobertura terrestre y por cable de ETB1 abarca íntegramente las comunidades autónomas del País Vasco y Navarra, alcanzando también La Rioja y Cantabria y algunas zonas en territorios españoles limítrofes en Aragón y Burgos. Junto con ETB3, aquellos residentes acreditados del País Vasco francés pueden sintonizarla vía satélite en toda Europa a través del paquete gratuito Fransat (satélite Eutelsat 5 West A). Desde 2018, también está disponible en streaming en directo en su web oficial.
La oferta televisiva de ETB1 incluye espacios que fomentan la cultura vasca, haciendo hueco a tradiciones tales como el versolarismo (programas como Hitzetik Hortzera), la pelota (ETB Kantxa) o los herri kirolak; a la literatura vasca contemporánea y sus autores (Arte[faktua]), así como cantantes, actores, científicos y cualquier agente involucrado en dicho universo cultural. En esa misma línea y durante décadas, desde sus inicios hasta la aparición de ETB3, ETB1 puso gran énfasis en la programación infantil, dedicando buena parte de su tiempo de emisión a programas como Betizu. Asimismo, todas las competiciones deportivas de máximo nivel emitidas por ETB a lo largo de su historia (como partidos de la Liga ACB o la Liga de Campeones) se han emitido siempre en euskera, por lo general, en esta cadena. Durante la década de los noventa y parte de la de los dos mil, este canal emitió en abierto un partido de la liga española de fútbol durante las noches de sábado, bajo el nombre de "izarren liga (la liga de las estrellas)" manteniéndose en antena hasta la adquisición de los derechos de dicha liga por parte de La Sexta en 2005.
Desde el 21 de diciembre de 2016 se emite en alta definición, con el nombre de ETB1 HD, que está disponible por cable y TDT en el País Vasco. Esta señal reemplazó el canal ETB HD, mix de ETB1 y ETB2, que hasta aquel momento se emitía exclusivamente a través de los operadores de telecomunicaciones Euskaltel y Vodafone.
Emite en TDT y los operadores de telecomunicaciones Euskaltel y Vodafone para toda Euskal Herria.

## Historia

### Gestación y primera emisión (1982-1983)
E.T.B. realizó su primera emisión en pruebas, con varios espacios, en la Nochevieja del 31 de diciembre de 1982, extendiéndose la misma hasta la madrugada del día de Año Nuevo de 1983. La transmisión fue realizada mediante una precaria unidad móvil, ubicada dentro de las nuevas instalaciones (aún en construcción) de Euskal Telebista en Yurreta (Vizcaya), entonces aún anexionada del municipio de Durango. La programación de la noche incluyó un saludo y felicitación de Pascuas, a cargo de las actrices y periodistas María José Insausti y Elene Lizarralde; un discurso institucional en la misma clave, a cargo del entonces lendakari Carlos Garaikoetxea; y varios cortometrajes de animación de producción extranjera, de temática infantil y navideña. La emisión se realizó íntegramente en vasco, incluyendo los cortos de animación, que habían sido doblados a batua (euskera estándar). Todos los contenidos contaron en algún momento con marquesinas o subtítulos en castellano.
Las emisiones se normalizaron el 16 de febrero de 1983. Así, E.T.B. fue el primer canal que emitió al amparo de las competencias que emanaban del estatuto de autonomía de 1979 conocido como Estatuto de Gernika, con el apelativo de cuarto canal, para diferenciarse de los terceros canales que posteriormente se crearían para las autonomías.Este canal, como embrión de la televisión del Grupo, nació para contribuir a la normalización del euskera, tal como recoge la ley de creación del Ente EITB.

## Imagen corporativa

Logotipo usado entre 2000 y 2007.
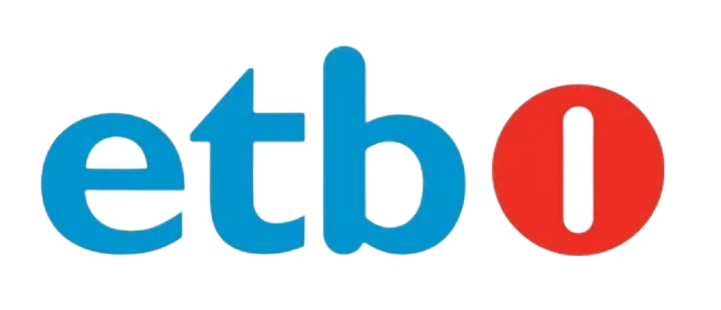
Logotipo usado entre 2007 y 2010.
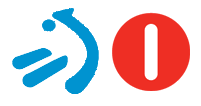
Logotipo usado entre 2010 y 2015.
Logotipo usado desde 2015 hasta 2022.
Logotipo de ETB1 HD desde 2016 hasta 2022.
Logotipo usado desde 2022.

## Programación
Su oferta televisiva cuenta con programas, magazines, entrevistas, teleseries, cine en euskera, documentales, retransmisiones deportivas, programas infantiles y juveniles, etc. Haciendo gran hincapié en el deporte y la programación infantil y juvenil.

### Series y ficción
La serie Goenkale, se ha convertido en la serie vasca más longeva con 16 temporadas en antena (2009/2010). Wazemank 3.0, programa humorístico, también se convirtió en uno de los programas con más audiencia en ETB 1.

## Audiencias
A pesar de que este canal de televisión comenzó sus emisiones el 31 de diciembre de 1982, sus audiencias comenzaron a ser medidas en 2007:
| Año  | Enero | Febrero | Marzo | Abril | Mayo | Junio | Julio | Agosto | Septiembre | Octubre | Noviembre | Diciembre | Media anual |
| ---- | ----- | ------- | ----- | ----- | ---- | ----- | ----- | ------ | ---------- | ------- | --------- | --------- | ----------- |
| 2007 | 3,6%  | 3,5%    | 3,3%  | 4,2%  | 3,8% | 4,0%  | 4,1%  | 4,7%   | 3,9%       | 3,1%    | 3,4%      | 3,7%      | 3,5%        |
| 2008 | 3,7%  | 3,4%    | 3,4%  | 3,2%  | 3,7% | 3,4%  | 3,3%  | 4,0%   | 3,9%       | 3,1%    | 2,9%      | 3,4%      | 3,4%        |
| 2009 | 3,0%  | 2,9%    | 3,4%  | 3,6%  | 3,4% | 3,0%  | 3,9%  | 3,7%   | 3,3%       | 2,8%    | 2,7%      | 2,9%      | 3,2%        |
| 2010 | 2,6%  | 2,6%    | 2,6%  | 2,6%  | 2,0% | 1,8%  | 2,4%  | 2,1%   | 1,8%       | 1,9%    | 2,2%      | 2,0%      | 2,2%        |
| 2011 | 1,8%  | 1,9%    | 1,8%  | 2,7%  | 2,2% | 1,3%  | 1,6%  | 1,9%   | 1,8%       | 1,7%    | 2,1%      | 2,1%      | 2,0%        |
| 2012 | 1,9%  | 1,7%    | 2,3%  | 3,1%  | 2,0% | 1,4%  | 2,3%  | 2,6%   | 1,9%       | 1,8%    | 1,8%      | 2,2%      | 2,0%        |
| 2013 | 2,2%  | 1,9%    | 2,0%  | 2,1%  | 2,2% | 1,9%  | 2,4%  | 2,2%   | 1,8%       | 1,8%    | 1,8%      | 2,4%      | 2,1%        |
| 2014 | 2,3%  | 1,9%    | 1,9%  | 2,1%  | 2,3% | 1,9%  | 2,1%  | 2,7%   | 1,8%       | 1,6%    | 1,6%      | 1,8%      | 2,0%        |
| 2015 | 2,0%  | 1,9%    | 1,8%  | 2,0%  | 1,7% | 1,6%  | 2,3%  | 2,7%   | 1,6%       | 1,7%    | 1,8%      | 1,8%      | 1,9%        |
| 2016 | 2,1%  | 1,7%    | 1,9%  | 2,1%  | 2,0% | 1,5%  | 2,4%  | 2,0%   | 1,6%       | 1,5%    | 1,7%      | 2,0%      | 1,9%        |
| 2017 | 1,9%  | 1,8%    | 1,8%  | 2,2%  | 2,2% | 1,6%  | 2,4%  | 2,1%   | 1,8%       | 1,8%    | 2,1%      | 2,4%      | 2,0%        |
| 2018 | 2,3%  | 2,0%    | 2,0%  | 2,6%  | 2,6% | 1,9%  | 2,7%  | 2,8%   | 2,1%       | 2,0%    | 2,0%      | 2,2%      | 2,3%        |
| 2019 | 1,8%  | 1,7%    | 1,9%  | 2,1%  | 2,4% | 2,2%  | 2,1%  | 2,8%   | 1,9%       | 1,9%    | 2,2%      | 2,3%      | 2,1%        |
| 2020 | 2,1%  | 1,8%    | 1,4%  | 1,2%  | 1,1% | 1,2%  | 1,8%  | 2,2%   | 2,1%       | 1,9%    | 2,0%      | 2,2%      | 1,8%        |
| 2021 | 2,1%  | 1,9%    | 2,0%  | 2,6%  | 2,4% | 2,3%  | 2,5%  | 2,1%   | 2,3%       | 2,2%    | 2,3%      | 2,3%      | 2,2%        |
| 2022 | 2,4%  | 2,0%    | 2,0%  | 2,6%  | 2,6% | 2,2%  | 2,6%  | 2,2%   | 2,0%       | 1,8%    | 1,9%      | 2,0%      | 2,2%        |
| 2023 | 2,1%  | 1,8%    | 1,9%  | 2,1%  | 2,2% | 2,2%  | 2,9%  | 2,2%   | 2,1%       | 1,8%    | 1,8%      | 2,1%      | 2,1%        |
| 2024 | 1,8%  | 2,2%    | 2,0%  | 2,5%  | 2,4% | 2,3%  | 2,4%  | 2,3%   | 2,2%       | 1,8%    | 2,0%      | 2,3%      | 2,2%        |

### Navarra
| Año  | Enero | Febrero | Marzo | Abril | Mayo | Junio | Julio | Agosto | Septiembre | Octubre | Noviembre | Diciembre | Media anual |
| ---- | ----- | ------- | ----- | ----- | ---- | ----- | ----- | ------ | ---------- | ------- | --------- | --------- | ----------- |
| 2007 | -     | -       | -     | -     | -    | -     | -     | -      | -          | -       | 0,2%      | 0,3%      | 0,2%        |
| 2008 | 0,2%  | 0,3%    | 0,3%  | 0,2%  | 0,2% | 0,2%  | 0,2%  | 0,2%   | 0,3%       | 0,2%    | 0,1%      | 0,1%      | 0,2%        |
| 2009 | 0,2%  | 0,2%    | 0,2%  | 0,2%  | 0,2% | 0,2%  | 0,2%  | 0,2%   | 0,3%       | 0,2%    | 0,1%      | 0,1%      | 0,2%        |
| 2010 | 0,1%  | 0,1%    | 0,1%  | 0,2%  | 0,1% | 0,1%  | 0,1%  | 0,1%   | 0,1%       | 0,1%    | 0,5%      | 0,4%      | 0,2%        |
| 2011 | 0,5%  | 0,5%    | 0,5%  | 0,7%  | -    | -     | -     | -      | -          | -       | -         | -         | 0,5%        |